# Napoli: punto esclamativo! Internescional uei!
Napoli: punto esclamativo! Internescional uei! è un disco di Renzo Arbore e l'Orchestra Italiana pubblicato nel 1995.

## Tracce
1. 'O sarracino – 5:32 (testo: Nisa – musica: Renato Carosone)
2. Guaglione – 5:38 (testo: Nisa – musica: Giuseppe Fanciulli)
3. Silenzio cantatore – 5:42 (testo: Libero Bovio – musica: Gaetano Lama)
4. Canzona appassiunata – 4:32 (E. A. Mario)
5. 'N'accordo in fa – 5:41 (testo: Gigi Pisano – musica: Nicola Valente)
6. I' te vurria vasà – 6:18 (testo: Vincenzo Russo – musica: Eduardo di Capua)
7. Resta cu' mme – 5:04 (testo: Dino Verde – musica: Domenico Modugno)
8. Guapparia – 4:12 (testo: Libero Bovio – musica: Rodolfo Falvo)
9. Funiculì funiculà – 3:50 (testo: Giuseppe Turco – musica: Luigi Denza)
10. 'O sole mio – 5:31 (testo: Giovanni Capurro – musica: Eduardo Di Capua)

Durata totale: 52:00

## Classifiche

### Classifiche settimanali
| Classifica (1995) | Posizione massima |
| ----------------- | ----------------- |
| Italia            | 5                 |